# Keanu Apperley
Keanu John Apperley (Londra, 25 giugno 1992) è un rugbista a 15 italiano, utility back del Viadana.

## Biografia
Nato a Londra con chiare origini neozelandesi, figlio dell'allenatore Regan Sue, comincia a giocare nelle giovanili del Viadana assieme al fratello Khyam, maturando grande esperienza mostrando anche duttilità nel reparto dei tre quarti. Schierato all'apertura, tra i centri o come estremo, l'atleta giallonero, si è sempre dimostrato utilissimo tanto in attacco quanto in difesa. Nella stagione 2012-13, con la maglia del Viadana, ha totalizzato 94 punti giocando 22 partite di cui 20 da titolare. Parentesi al Reggio Emilia per lui nel 2011-12.
Nella stagione 2016-17 si trasferisce al Rovigo, dove colleziona 11 presenze in campionato, prima dell’esperienza in Francia al Castelsarrasin in Fédéral 2.
Ex Nazionale Under-20, poiché ha vestito l’azzurro nel 2012 in occasione del Sei Nazioni e dei Mondiali di categoria in Sudafrica con 10 presenze e 38 punti. Nella stagione 2018-19, prima edizione del nuovo campionato di TOP12, fa ritorno al club di origine nella città di Viadana.

## Palmarès
- Trofei Eccellenza : 1
Viadana: 2015-16